# Egill Skallagrímsson

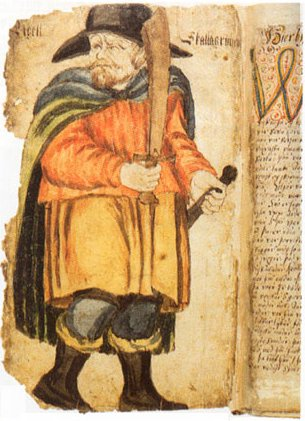
Afbeelding van Egill in een 17e-eeuws manuscript van Egils saga

Egill Skallagrímsson was een 10e-eeuwse skald. Hij was een krijger en beroemd hofdichter in de Vikingtijd. Hij was de grote antiheld van de IJslandse literatuur. Egils saga verhaalt over hem.

## Wetenswaardigheden
De brouwerij Ölgerðin Egill Skallagrímsson in Reykjavik is naar hem vernoemd.